# LINE MUSIC

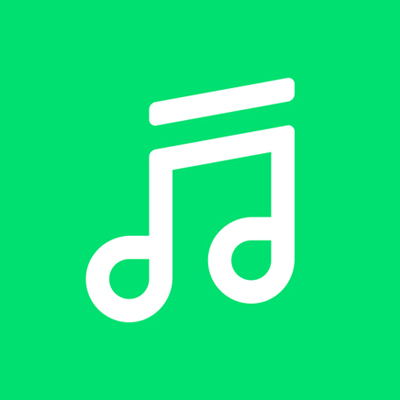
「Symbol」

LINE MUSIC（ラインミュージック）は、LINE株式会社、株式会社ソニー・ミュージックエンタテインメント、エイベックス・デジタル株式会社の3社共同出資によって設立されたLINE MUSIC株式会社が提供する定額制の音楽配信サービスである。

## 概要

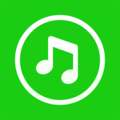
LINEMUSICのサービス開始当初のアイコン

2015年6月11日からサブスクリプション型（月額定額型）サービスとして提供開始。ただ楽曲を再生するだけでなく、LINEの友だちへの楽曲のシェア、LINEのプロフィールのBGMの設定、LINEの無料通話の着信音や呼出音の設定、楽曲やアルバムの購入などができるサービスである。
2020年のICT総研の調査によると、音楽サブスクリプションサービスの国内利用者数ではAmazon Prime Music、Spotify、Apple Musicに次ぐシェアとなっている。若年層、特に10代からの人気が高い。

## 主なメニュー
あなたにおすすめ
自分の再生履歴から好みを分析することによって、おすすめのプレイリストが自動作成され、表示される。
作成履歴
最近再生した25曲がリスト化され、表示される（2020年8月18日のアップデートまでは100曲）。
ニューソング・ニューアルバム
最新の楽曲やアルバムが表示される。
フレンズチョイス
友だちとして登録しているLINEユーザーが最新再生した曲や、友だちが再生した回数が表示される。
検索
楽曲などをキーワード入力もしくはジャンル選択により検索することができる。検索結果は、上から下記の順に表示される。
- ベストマッチング（最上位の検索結果）
- ソング
- アーティスト
- アルバム
- MV
- プレイリスト
- ○○を含むプレイリスト（○○には検索されたワードが入る）

ダウンロード
購入した楽曲がリスト形式で表示される。
ソング
「お気に入り」に登録されている楽曲がリスト形式で表示される。
アーティスト
フォローしているアーティストが表示される。
アルバム
「お気に入り」に登録されているアルバムがリスト形式で表示される。
プレイリスト
自ら編集したプレイリストや、「お気に入り」に登録されているプレイリストがリスト形式で表示される。
MV
「お気に入り」に登録されているMVがリスト形式で表示される。
MVプレイリスト
自ら編集したMVプレイリストや、「お気に入り」に登録されているプレイリストがリスト形式で表示される。
ローカル
端末に保存されている楽曲をLINE MUSICから聴くことができる。
アカウント
LINEのアカウント情報が表示される。
音楽の好み
好みの音楽のジャンルやアーティストが表示される。また、好みは編集することができる。

## 歴史
2015年
- 6月11日、サービス開始。当時は150万曲のラインナップだった。また、サービス記念として「同年8月9日までの2ヶ月間、全てのユーザーを対象に、全楽曲・全機能を無料で利用できる無料トライアルキャンペーン」を実施。
- 6月24日、300万ダウンロード、累計楽曲再生数1億6,000万回を突破。
- 7月10日、テレビCM開始。女優の小松菜奈が起用された。CMソングはCarly Rae Jepsenの「I Really like you」。
- 7月13日、オフライン再生機能、再生履歴リスト表示、「検索ウィンドウ」の追加などの提供を開始。
- 7月23日、ブラウザ版を公開。
- 9月18日、「みんなのプレイリスト」機能開始。

2016年
- 2月19日、配信楽曲が1500万曲を突破。
- 2月22日、「LINE」のプロフィールにBGMとして楽曲を設定できるようになる。
- 5月23日、[2.2ver]をリリース。単曲は「並び替え」機能によりアーティスト・アルバムごとでソートが可能に、アルバム・プレイリストは「同期」機能により中身に更新があった場合に同期が可能に。「お気に入り」をすることで自動的に「キャッシュ（保存）」できる機能を追加。
- 8月17日、好きな楽曲をLINE無料通話の呼出音に設定可能になる。

2017年
- 1月18日、[3.0ver]をリリース。おすすめプレイリスト「Weekly Mix（ウィークリーミックス）」など時間やシーンにマッチしたプレイリスト、LINE友だちの視聴履歴が見られる「フレンズナウ」、ジャンル毎にTOP100が表示される「カテゴリランキング」を提供。
- 4月28日、[3.1ver]をリリース。「ローカルミュージック」が追加される。
- 7月11日、[3.2ver]をリリース。楽曲のダウンロード販売と、3ヶ月無料トライアルを開始。
- 12月6日、[3.4ver]をリリース。ユーザーの"音楽の好み"やこれまでの再生履歴に基づいて作成された「WEEKLY MIX」、「おまかせMix」、「好きなアーティストMix」、「あの頃の思い出」など、多様なプレイリストをユーザー専用ページに表示。

2018年
- 3月1日、[3.5.1ver]をリリース。「ファミリープラン」が開始。
- 3月22日、[3.5.2ver]をリリース。楽曲の好きな部分を切り取ってプロフィールBGMに設定できる『My BGM』機能が追加された。

2019年
- 2月22日、[3.9.0ver]をリリース。流れている音楽に合わせて自動で歌詞が流れる仕様に変更。また、アーティスト/最新アルバムページに「LINEチケット」で取り扱っているライブ情報が表示されるようになった。
- 9月30日、消費税率変更に伴うメンテナンスにより、iOSの一部コインの販売中止と一部楽曲の販売が中断。
  - 10月7日、楽曲の販売が再開。
  - 10月8日、iOSの全てのコインの販売が再開。

- 12月2日、「LINE」無料通話の着信音・呼出音が、無料ユーザーでも月1回の設定が可能になる。[参考] 

2020年
- 1月20日、無料ユーザーでも全楽曲をフル再生できるようになる（※各楽曲を月1回ずつ）。
- 2月26日、月間プラン（一般 / ファミリー）の価格変更。
- 8月18日、[5.0]をリリース。ステーション、今日のミックス、オートプレイ、カラオケ機能、ダークモード、イコライザー　音声認識検索、などの新機能が追加。

2021年
- 3月11日、無料ユーザー向けに提供していた【1play（独自フリーミアム）】機能を終了。
- 9月1日、MUSICコインが販売終了。